# Lijst van nummer 1-hits in Frankrijk in 2001
Deze hits stonden in 2001 op nummer 1 in de SNEP Single Top 100, de bekendste hitlijst in Frankrijk.
| Datum        | Artiest             | Titel                        |
| ------------ | ------------------- | ---------------------------- |
| 6 januari    | Alizée              | L'Alizé                      |
| 13 januari   | Garou               | Seul                         |
| 20 januari   | Garou               | Seul                         |
| 27 januari   | Garou               | Seul                         |
| 3 februari   | Garou               | Seul                         |
| 10 februari  | Garou               | Seul                         |
| 17 februari  | Garou               | Seul                         |
| 24 februari  | Garou               | Seul                         |
| 3 maart      | Garou               | Seul                         |
| 10 maart     | Garou               | Seul                         |
| 17 maart     | Garou               | Seul                         |
| 24 maart     | Garou               | Seul                         |
| 31 maart     | Shaggy & Rikrok     | It wasn't me                 |
| 7 april      | Shaggy & Rikrok     | It wasn't me                 |
| 14 april     | Shaggy & Rikrok     | It wasn't me                 |
| 21 april     | Shaggy & Rikrok     | It wasn't me                 |
| 28 april     | Shaggy & Rikrok     | It wasn't me                 |
| 5 mei        | Shaggy & Rikrok     | It wasn't me                 |
| 12 mei       | Shaggy & Rikrok     | It wasn't me                 |
| 19 mei       | Shaggy & Rikrok     | It wasn't me                 |
| 26 mei       | Shaggy & Rikrok     | It wasn't me                 |
| 2 juni       | Shaggy & Rikrok     | It wasn't me                 |
| 9 juni       | MC Solaar           | Hasta la vista               |
| 16 juni      | MC Solaar           | Hasta la vista               |
| 23 juni      | MC Solaar           | Hasta la vista               |
| 30 juni      | MC Solaar           | Hasta la vista               |
| 7 juli       | MC Solaar           | Hasta la vista               |
| 14 juli      | Les Lofteurs        | Up and down                  |
| 21 juli      | Les Lofteurs        | Up and down                  |
| 28 juli      | Les Lofteurs        | Up and down                  |
| 4 augustus   | Les Lofteurs        | Up and down                  |
| 11 augustus  | Les Lofteurs        | Up and down                  |
| 18 augustus  | Les Lofteurs        | Up and down                  |
| 25 augustus  | Les Lofteurs        | Up and down                  |
| 1 september  | Geri Halliwell      | It's raining men             |
| 8 september  | Geri Halliwell      | It's raining men             |
| 15 september | Geri Halliwell      | It's raining men             |
| 22 september | Geri Halliwell      | It's raining men             |
| 29 september | Geri Halliwell      | It's raining men             |
| 6 oktober    | Mary J. Blige       | Family Affair                |
| 13 oktober   | Michael Jackson     | You rock my world            |
| 20 oktober   | Michael Jackson     | You rock my world            |
| 27 oktober   | Michael Jackson     | You rock my world            |
| 3 november   | Garou & Céline Dion | Sous le vent                 |
| 10 november  | Garou & Céline Dion | Sous le vent                 |
| 17 november  | Garou & Céline Dion | Sous le vent                 |
| 24 november  | Kylie Minogue       | Can't get you out of my head |
| 1 december   | L5                  | Toutes les femmes de ta vie  |
| 8 december   | Star Academy        | La musique                   |
| 15 december  | Star Academy        | La musique                   |
| 22 december  | Star Academy        | La musique                   |
| 29 december  | Star Academy        | La musique                   |